# ヤンケル・アドラー

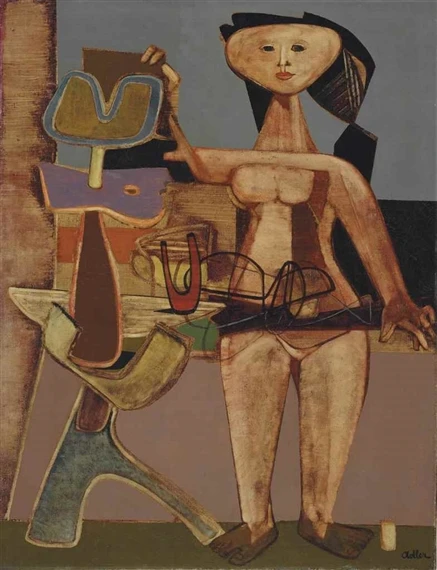
ヤンケル・アドラー作「カークブライトのヴィーナス」(1943)

ヤンケル・アドラー（Jankel Adler、本名: Jankiel Adler、1895年7月26日 - 1949年4月25日）は、ポーランド生まれのユダヤ教徒の画家、イラストレーターである。

## 略歴
現在のポーランド中部ウッチ県のトゥシン（Tuszyn）で生まれた。ハシディズムのユダヤ教徒の中で育った。17歳のとき、ベオグラードに移り、叔父の彫刻工房で働いた。バルカンの各地を旅した後、1914年からドイツに住むようになり、ドイツ西部のバーメンに住んだ。工芸学校でギュスターヴ・ヴィートヒュヒター（Gustav Wiethüchter: 1873-1946）という画家から絵を学んだ。1918年にウッチに戻り、前衛芸術家集団「若きイディッシュ(Jung Idysz)」を共同設立し、「芸術家と芸術支援者協会（Stowarzyszenie Artystów i Zwolenników Sztuk Pięknych）」の展覧会に参加した。1920年にベルリンに短期間滞在し、マルク・シャガールら、多くの芸術家と交流した。1921年にはバーメンに戻り、芸術家集団「Die Wupperのメンバーとなった。
1922年にデュッセルドルフに移り、数年間を過ごし、パウル・クレー（1879-1940）と共にデュッセルドルフ美術アカデミーで教えた。1920年代の初めからデュッセルドルフやケルン、ベルリンの前衛芸術家集団の活動に参加した。表現主義、ダダイスムの画家のグループ「Novembergruppe（グループ11月）」や「Das Junge Rheinland（若きラインラント）」などに参加した。1928年にデュッセルドルフで開かれた大きな展覧会（Große Kunstausstellung NRW Düsseldorf）で金メダルを受賞した。
1931年にデュッセルドルフ・アカデミーのアトリエに移った。1933年3月の国会選挙の選挙運動中、デュッセルドルフの左翼の芸術家や知識人と共に、ナチスの政策に反対し共産主義を支持する「宣言」を発表した。アドラーの政治的立場は、無政府共産主義のようなものであった。1933年に友人の勧めでドイツを離れた。1937年にアドラーの作品は「退廃芸術展」で展示された。
当初パリに亡命し、その後の数年間、ポーランドやイタリア、ユーゴスラビア、チェコスロバキア、ルーマニア、ソ連を何度か訪れた。
1939年、第二次世界大戦が始まると、フランスで編成されていた西部ポーランド軍に志願入隊するが、部隊はドイツ軍の前にスコットランドに撤退した。1941年に健康上の理由で軍を除隊し、スコットランドのカークブライトやロンドンで暮らした。1945年頃、裕福な後援者を得て、ウィルトシャーのオールドボーン（Aldbourne）の後援者の邸に住んだ。後に、ポーランドにいた9人の兄弟のすべてがホロコーストを犠牲者となったことを知った。1949年にオルドボーンで53歳で亡くなった。

## 作品

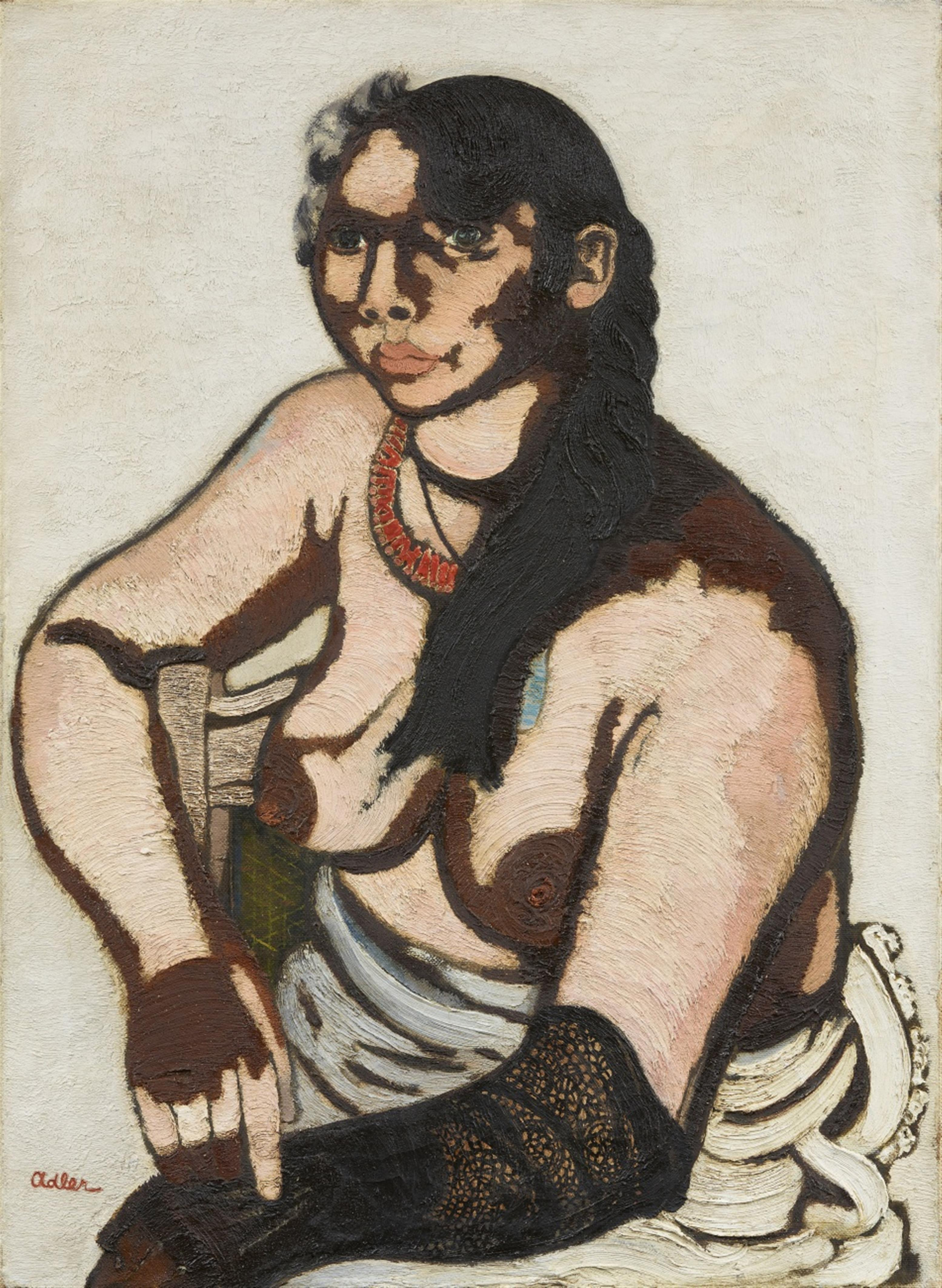
人物画 (1927)
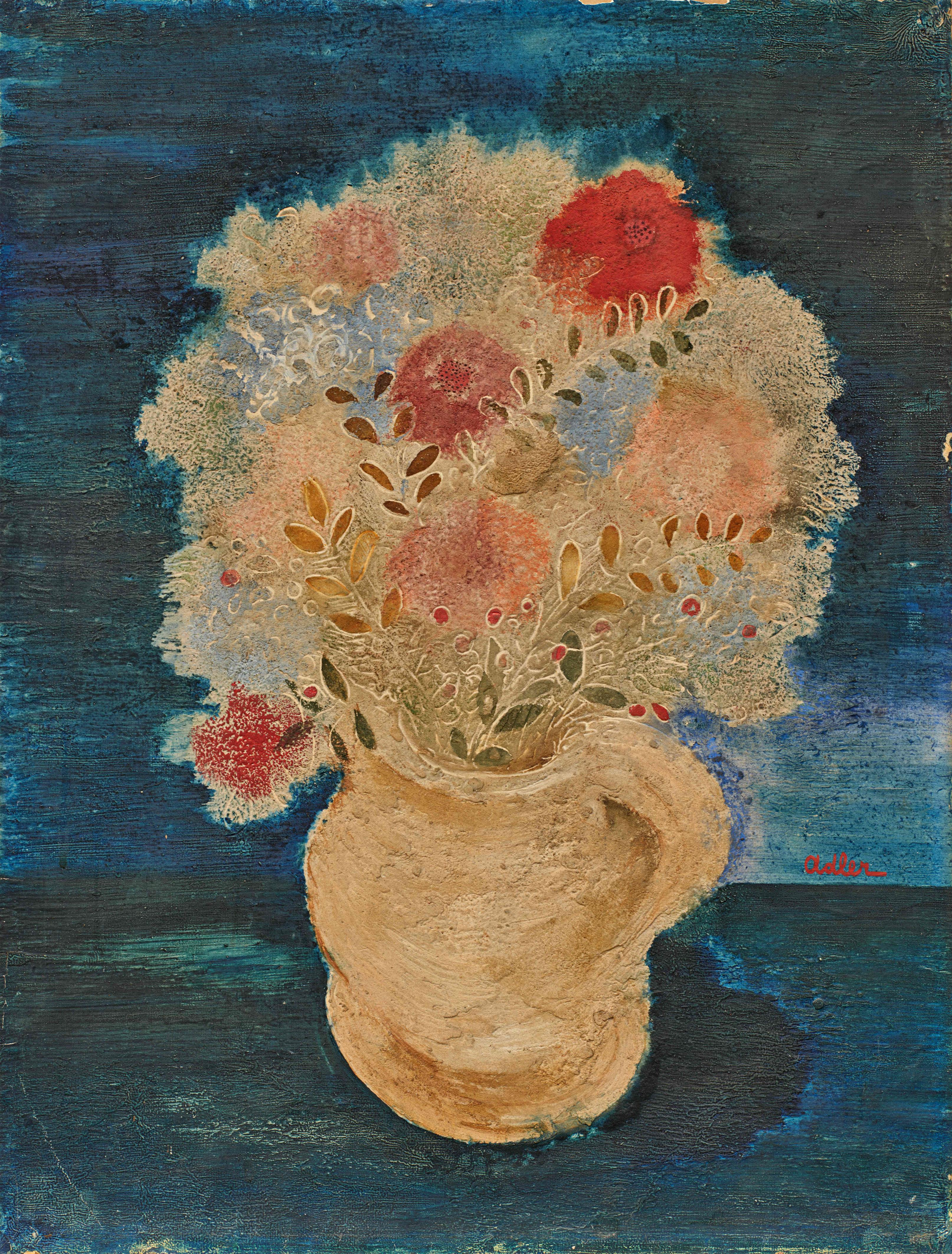
花の静物画
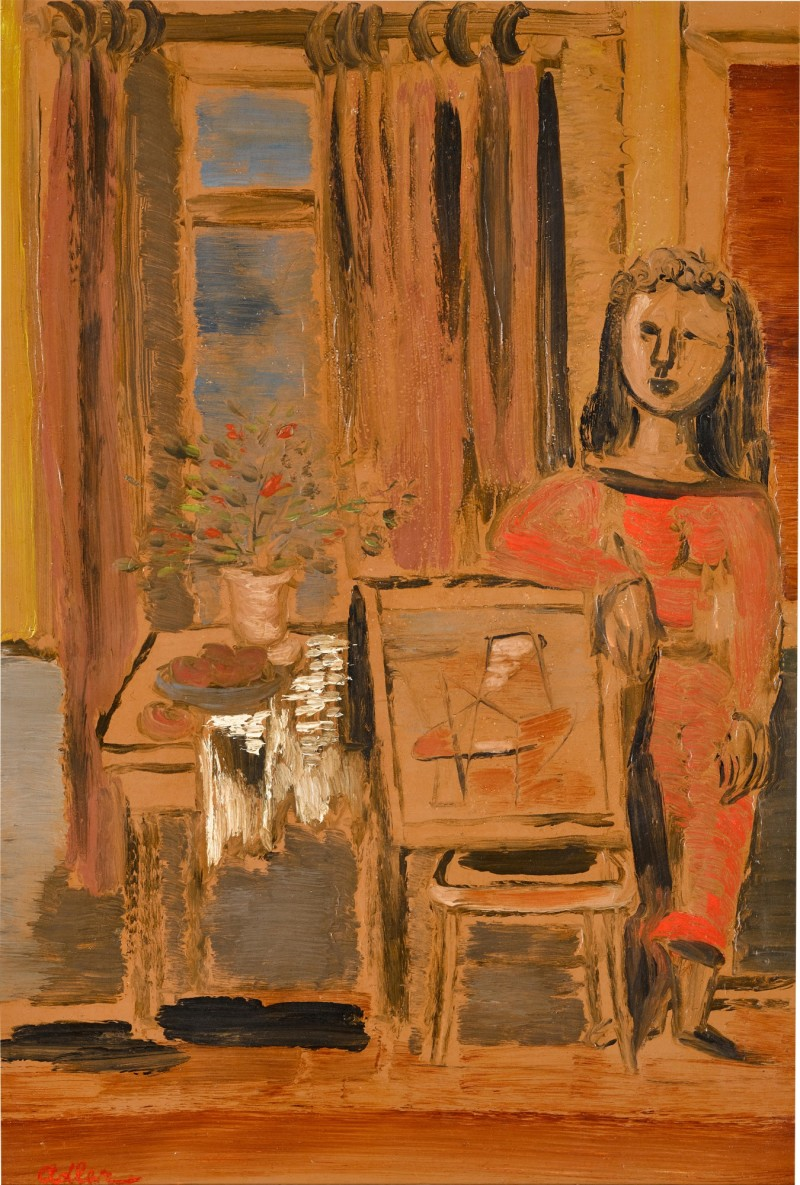
アトリエの女性 (1940s)
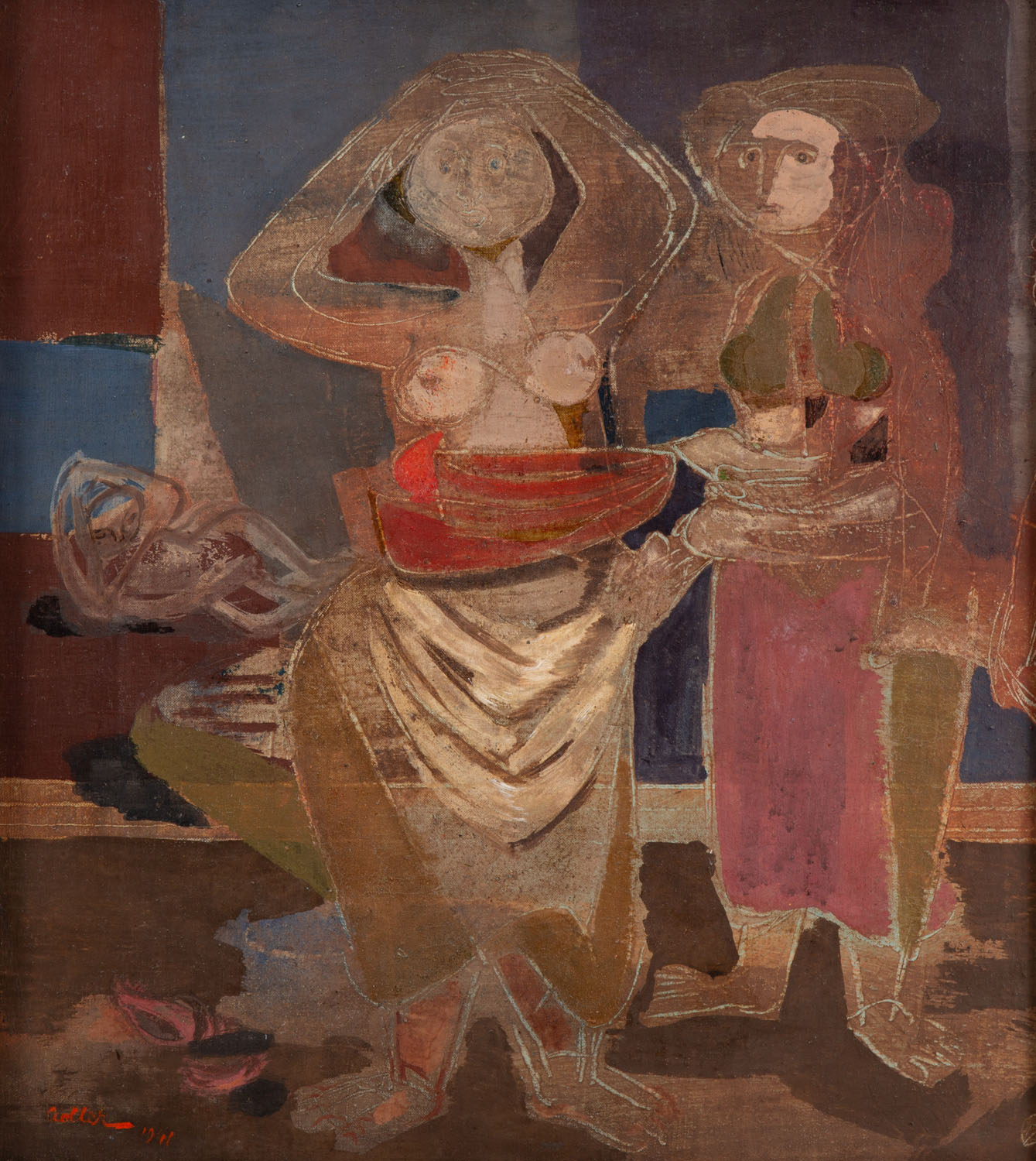
水浴びする女性 (1941)